# Корсунь-Шевченківська битва (срібна монета)
«Ко́рсунь-Шевче́нківська би́тва (до 70-рі́ччя ви́зволення Украї́ни від фаши́стських зага́рбників)» — срібна ювілейна монета номіналом 20 гривень, випущена Національним банком України. Присвячена наступальній операції Першого Українського та Другого Українського фронтів, здійсненій 24 січня — 17 лютого 1944 року, у ході якої було ліквідовано угруповання гітлерівських військ на Корсунському виступі та створено сприятливі умови для остаточного визволення Правобережної України.
Монету введено в обіг 17 лютого 2014 року. Вона належить до серії «Друга світова війна».

## Опис монети та характеристики
| Номінал грн. | Метал            | Маса, г      | Діаметр, мм | Якість виготовлення       | Гурт                           | Тираж, штук |
| ------------ | ---------------- | ------------ | ----------- | ------------------------- | ------------------------------ | ----------- |
| 20           | срібло 925 проби | 62,2 / 67,25 | 50          | спеціальний анциркулейтед | гладкий із заглибленим написом | 2 500       |

### Аверс
На аверсі монети розміщено: угорі малий Державний Герб України та напис півколом «НАЦІОНАЛЬНИЙ БАНК УКРАЇНИ»; у центрі — композицію, що символізує перемогу: цифри «1944» (позолочені: локальна позолота, вміст золота в чистоті не менше ніж 0,0005 г. позолочені), над якими — зображення салюту, унизу — лаврова гілка зі стрічкою та зіркою, праворуч над зіркою — рік карбування монети «2014»; унизу напис півколом — «ДВАДЦЯТЬ ГРИВЕНЬ».

### Реверс
На реверсі монети зображено стилізовану композицію: у центрі на тлі карти зображено в'їзну браму палацового комплексу в м. Корсуні-Шевченківському, по колу розміщено стрілки, що символізують наступальну операцію радянських військ по всьому кільцю оточення угруповання противника, та розміщено написи: «70 років» (угорі праворуч), «КОРСУНЬ-ШЕВЧЕНКІВСЬКА БИТВА» (унизу півколом).

## Автори

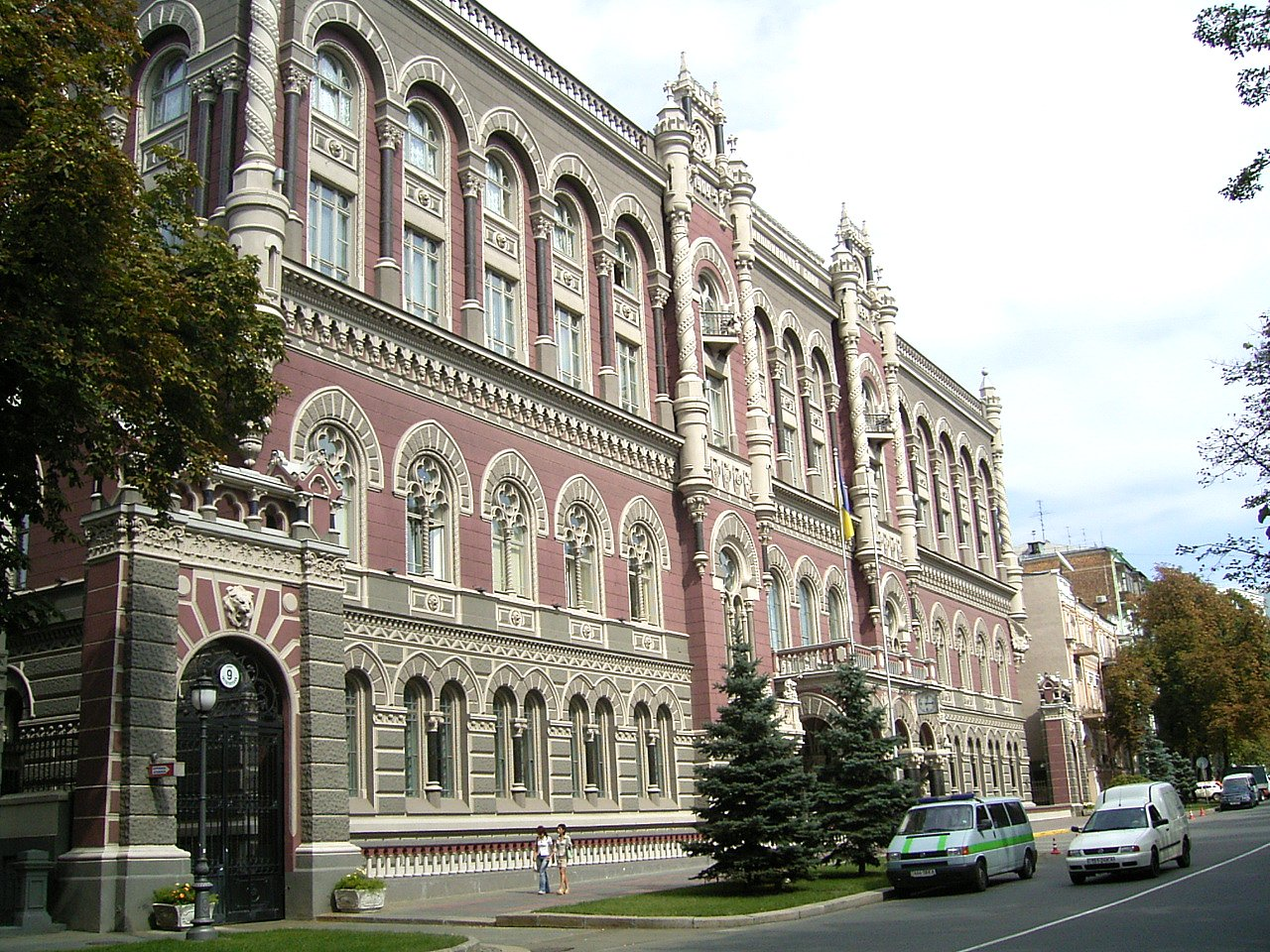
Будівля Національного банку України

- Художники: Таран Володимир, Харук Олександр, Харук Сергій (аверс); Фандікова Наталія (реверс).
- Скульптори: Атаманчук Володимир, Дем'яненко Володимир.

## Вартість монети
Ціна монети — 1136 гривень, була вказана на сайті Національного банку України у 2015 році.
Фактична приблизна вартість монети, з роками змінювалася так:
| Рік        | 2014  | 2015  | 2016  | 2017  | 2018  | 2019  | 2020  | 2021  | 2022  | 2023  | 2024  | 2025  |
| ---------- | ----- | ----- | ----- | ----- | ----- | ----- | ----- | ----- | ----- | ----- | ----- | ----- |
| Ціна, грн. | 1 050 | 1 300 | 2 000 | 1 920 | 1 900 | 1 800 | 1 800 | 2 900 | 3 500 | 4 800 | 9 300 | 9 200 |